# ルイス・エドムンド・ペレイラ
ルイス・エドムンド・ペレイラ（Luís Edmundo Pereira, 1949年6月21日 - ）は、主にSEパルメイラス、アトレティコ・マドリードでセンターバックとしてプレーしたブラジルの元プロサッカー選手。
ブラジル代表でも活躍し、インターコンチネンタルカップ、ブラジルのサンパウロ選手権、ブラジル選手権とスペインのリーガ・エスパニョーラ、コパ・デル・レイで優勝を経験した。スピードとパワー、マーキングと守備におけるリーダーシップで知られ、長い間、アトレティコ・マドリード時代はヨーロッパで最高のディフェンダーの一人と考えられていた。
2020年4月20日、マルカによって背番号1から23までのアトレティコ・マドリード史上の背番号別ベストプレーヤーが発表され、その中の一人に選出された。

## 経歴
ペレイラはブラジル代表チームで36試合に出場し、1973年6月に初キャップ、1977年7月に最後の試合に出場した。1974年のワールドカップでもプレーし、ヨハン・ニースケンズのファウルのためにオランダとの第2ラウンドの試合で退場になった。また、ワールドカップ決勝戦でレッドカードを受け取った最初のブラジル人選手になった。
ペレイラはパルメイラスで562試合(34ゴール)、アトレティコ・マドリードで171試合(17ゴール)という記録を残した。
選手として引退した後、彼はECサンベントとサンカルレンセの監督になり、サンカエターノのアシスタントマネージャーになることでサッカーへの関与を続けた。
2002年以来、彼は妻と娘と一緒にスペインのマドリードに住み、アトレティコ・マドリードBの会長でもある。

## タイトル
パルメイラス
- カンピオナート・パウリスタ(サンパウロ州選手権):1972年と1974年
- カンピオナート・ブラジレイロ・セリエA(ブラジル選手権):1969年、1972年、1973年

アトレティコ・マドリード
- リーガ・エスパニョーラ(スペイン選手権):1977年

- コパ・デル・レイ(スペイン国王杯):1976年